# Колачково (Гнезненський повіт)
Колачково (пол. Kołaczkowo, нім. Brotkamp) — село в Польщі, у гміні Вітково Гнезненського повіту Великопольського воєводства.
Населення — 316 осіб (2011).
У 1975-1998 роках село належало до Конінського воєводства.

## Демографія
Демографічна структура станом на 31 березня 2011 року:
|          | Загалом | Допрацездатний вік | Працездатний вік | Постпрацездатний вік |
| -------- | ------- | ------------------ | ---------------- | -------------------- |
| Чоловіки | 162     | 30                 | 117              | 15                   |
| Жінки    | 154     | 24                 | 103              | 27                   |
| Разом    | 316     | 54                 | 220              | 42                   |